# Sindikat
Sindikát je prostovoljna množična organizacija zaposlenih (to je delavcev in javnih uslužbencev), katere namen je zaščita zaposlenih, zastopanje njihovih interesov in boj za delavske pravice.

## Sindikat kot ustavna in zakonska kategorija
Sindikalno svobodo določa 76. člen Ustave Republike Slovenije: »Ustanavljanje in delovanje sindikatov ter včlanjevanje vanje je svobodno.« Stavka, ki jo organizirajo sindikati, je na podlagi 77. člena ustave prav tako ustavna kategorija: »Delavci imajo pravico stavkati. Če to zahteva javna korist, se lahko pravica do stavke, upoštevajoč vrsto in naravo dejavnosti, z zakonom omeji.«
Delovanje sindikatov v Sloveniji temelji tudi na ratificiranih konvencijah Mednarodne organizacije dela (ILO), ki opredeljujejo sindikalno svobodo: Konvencija št. 87 o sindikalni svobodi in varstvu sindikalnih pravic, Konvencija št. 98 o uporabi načel o pravicah organiziranja in kolektivnega dogovarjanja ter Konvencija št. 154 o spodbujanju kolektivnega pogajanja.
Delovanje sindikatov urejajo predpisi (primeroma): Zakon o reprezentativnosti sindikatov, Pravilnik o evidenci statutov sindikatov, Zakon o kolektivnih pogodbah, Zakon o stavki, Zakon o delovnih razmerjih, Zakon o javnih uslužbencih, Zakon o sistemu plač v javnem sektorju, Zakon o sodelovanju delavcev pri upravljanju

## Definicije

### Izvor besede
Grška beseda sýndìkos (σύνδικος) pomeni skrbnika/zaupnika, kateremu je poverjena skrb za skupne zadeve. Sindikat je torej skupina, ki se poveže oziroma organizira za dosego skupnega interesa. V slovenščini se beseda sindikat nanaša izključno na delavske sindikate. V nekaterih drugih jezikih pa se beseda sindikat lahko uporablja za skupino samostojnih poslovnih subjektov, ki se povežejo za uresničenje nekega skupnega poslovnega interesa. V angleščini npr. beseda sindikat pomeni skupino podjetij, ki skupaj in naenkrat kupujejo isto stvar, ki jo nato vsak zase uporabljajo.

### Delavci ter svoboda včlanjevanja
Sindikat je njegovo članstvo. 
Včlanitev v sindikat je prostovoljna, kar pomeni, da delavec lahko kadarkoli vstopi ali izstopi iz sindikata, kar je zato pokazatelj zaupanja v sindikat. Delavci se v sindikat včlanijo, kadar potrebujejo njegovo zaščito in na podlagi ozaveščanja o vlogi sindikata. Član sindikata lahko na viden način podpre sindikalne zahteve tako, da se najprej včlani in redno plačuje sindikalno članarino za kritje stroškov sindikata, se udeleži sindikalnega sestanka ali zbora, sopodpiše listo s sindikalnimi zahtevami, se udeleži sindikalnih demonstracij, sodeluje na sindikalnem referendumu, na katerem sindikat preverja pri članih podporo za izvedbo stavke za dosego stavkovnih zahtev in v času razglašene stavke prekine delo. Zakon o delovnih razmerjih določa, da je neutemeljen razlog za redno odpoved pogodbe o zaposlitvi udeležba v sindikalnih dejavnostih med delovnim časom v dogovoru z delodajalcem.
Čeprav sindikat v javnosti pogosto nosi obraz izpostavljenih sindikalnih voditeljev, pa je v resnici sindikalno vodstvo demokratično izvoljeno na kongresu zgolj za omejen mandat v skladu s statutom sindikata. 

### Solidarnost kot temeljna vrednota sindikalizma
Solidarnost med delavci, ki se preživljajo z delom za delodajalca in imajo zaradi enakega vira preživljanja podobno usodo, je temeljna vrednota sindikalizma. Delavci so torej znotraj sindikata solidarni drug z drugim. Ker je solidarnost tudi temeljna vrednota socialne države, so sindikati njeni branitelji v socialnem dialogu z državo.

### Lastnost pravne osebe
Sindikat pridobi lastnost pravne osebe na podlagi zahteve pooblaščene osebe sindikata pri upravnem organu, pristojnem za področje dela, za hrambo statuta sindikata in zapisnika o ustanovitvenem sestanku. Sindikat postane pravna oseba z dnem izdaje odločbe o hrambi statuta oziroma drugega temeljnega akta pri pristojnem upravnem organu. Statute sindikatov za območje republike, za več občin, dejavnosti in poklicev hrani ministrstvo, pristojno za delo; statute sindikatov, organiziranih na nižji ravni (na primer na ravni občine ali pri delodajalcu), pa pristojne upravne enote.

### Reprezentativnost sindikata
Reprezentativni sindikati z zadostnim deležem članstva  lahko sklepajo kolektivne pogodbe s splošno veljavnostjo in lahko sodelujejo v organih, ki odločajo o vprašanjih ekonomske in socialne varnosti delavcev ter lahko predlagajo kandidate delavcev, ki sodelujejo pri upravljanju, v skladu s posebnimi predpisi.
Odločbo o reprezentativnosti zvez oziroma konfederacij sindikatov ter posameznih sindikatov v dejavnosti ali poklicu izda minister, pristojen za delo, odločitev o reprezentativnosti sindikata, organiziranega pri delodajalcu, pa sprejme delodajalec. Seznam reprezentativnih sindikatov je na Ministrstvu za delo, družino, socialne zadeve in enake možnosti1.
Zakon o reprezentativnosti sindikatov določa pogoje za pridobitev reprezentativnosti zvez oziroma konfederacij sindikatov, samostojnih sindikatov v posamezni dejavnosti ali poklicu ter sindikatov pri delodajalcu. Kriteriji za podelitev reprezentativnosti:
- dokaz, da je sindikat demokratičen in uresničuje svobodo včlanjevanja v sindikate, delovanja in uresničevanja članskih pravic,
- neprekinjeno deluje najmanj zadnjih šest mesecev,
- je neodvisen od državnih organov in delodajalca,
- se financira pretežno iz članarine in drugih lastnih virov,
- ima določeno število članov, kar sindikat dokazuje na podlagi podpisanih pristopnih izjav svojih  članov,

- minimalni odstotek delavcev v dejavnosti ali poklicu, v katerem želi pridobiti reprezentativnost: 10 % zveza oziroma konfederacije sindikatov,  15 % nepovezan sindikat v dejavnosti in sindikat pri delodajalcu.

## Metode dela sindikata

### Načelo »Združeni smo močnejši!«
Sindikat omogoča delavcem, ki se preživljajo z delom za delodajalca, da se kolektivno in zato učinkoviteje kot razdrobljeni na posameznike borijo za dostojno plačilo za opravljeno delo, za varne in zdrave delovne razmere ter za druge delavske pravice. Če v sindikalni akciji pošteno plačilo za delo terjajo vsi pri delodajalcu zaposleni, je posameznik zaščiten pred šikaniranjem in zahteve po poštenem plačilu so uspešnejše. Sindikalno geslo je: "Združeni smo močnejši!", zato drobljenje sindikalnega gibanja zmanjšuje njegovo moč.  Delež delavcev, ki se prostovoljno včlani v sindikat, vpliva na reprezentativnost sindikata in na njegovo pogajalsko moč. 

### Sindikalni zaupnik
Sindikat, ki ima člane zaposlene pri določenem delodajalcu, lahko imenuje ali izvoli sindikalnega zaupnika, ki ga bo zastopal pri delodajalcu in o tem obvesti delodajalca. Sindikalni zaupnik ima pravico zagotavljati in varovati pravice in interese članov sindikata pri delodajalcu. Sindikalno dejavnost mora izvajati v času in na način, ki ne zmanjšuje učinkovitosti poslovanja delodajalca, kar se praviloma uredi v dogovoru med obema.    
Varstvo sindikalnih zaupnikov je potrebno za učinkovito varstvo ustavno jamčene sindikalne svobode. Zakon o delovnih razmerjih varuje sindikalne zaupnike pred šikaniranjem delodajalca. Število varovanih sindikalnih zaupnikov se lahko določi v skladu s kriteriji, dogovorjenimi v kolektivni pogodbi oziroma se dogovori med delodajalcem in sindikatom. Sindikalnemu zaupniku zaradi sindikalne dejavnosti ni mogoče znižati plače ali proti njemu začeti disciplinskega ali odškodninskega postopka ali ga kako drugače postavljati v manj ugoden ali podrejen položaj.    

### Pravna pomoč v individualnih sporih
Sindikat v skladu s pravili svojega delovanja na njihovo zahtevo zagotavlja svojim članom pravno pomoč v individualnih postopkih redne in izredne odpovedi zaposlitve. Poda negativno pisno obrazloženo mnenje, če meni, da za odpoved ni utemeljenih ali zakonitih razlogov. Sindikalni odvetniki zastopajo  člane v delovnih sporih na sodišču.  

### Stavka in socialni dialog
Sindikat interese delavcev, svojih individualnih članov, uveljavlja s stavko in z njo povezanimi pogajanji za uresničitev stavkovnih zahtev ter s socialnim dialogom. V socialnem dialogu sklepajo dvostranske kolektivne pogodbe z delodajalskimi predstavniki  in tristranske socialne sporazume z delodajalskimi združenji in Vlado RS. 

### Včlanjevanje
Včlanjevanje in sindikalna organiziranost sta možna na podlagi ozaveščanja delavstva, ki ga izvajajo sindikalni aktivisti. Proces ozaveščanja ne more biti nikoli končan, saj vsako leto na trg dela vstopajo novi delavci. Pomembna je komunikacija med sindikalnimi aktivisti/zaupniki in člani/delavci. Delavec oziroma javni uslužbene se v sindikat včlani s podpisom pristopne izjave, izstopi pa s podpisom izstopne izjave.  

### Članarina
S plačilom članarine člani v skladu z aktom sindikata financirajo delovanje sindikata in polnijo stavkovni sklad. Praviloma članarina v Sloveniji znaša med 0,6 in 1 odstotkom bruto plače. V skladu z Zakonom o delovnih razmerjih  mora delodajalec na zahtevo sindikata, katerega član je delavec, tehnično izvesti obračun in plačevanje sindikalne članarine za delavca.  

### Praznik dela, prvi maj
Da bi se medsebojno vsako leto opominjali na potrebo po sindikalni organiziranosti delavcev za boj za delavske pravice, sindikati organizirajo praznovanje 1. maja, praznika dela.

### Kongres
Kongres sindikata je najvišji organ sindikata ali zveze sindikatov in se praviloma sklicuje vsake štiri ali pet let. Na kongresu delegati članov volijo predsednika in druge organe sindikata ter sprejemajo programske dokumente za naslednje mandatno obdobje. Kongres tudi sprejema poročilo o delu v obdobju med obema kongresoma ter sprejema temeljne akte sindikata (npr. statut).  

### Mednarodno sindikalno gibanje
Številne slovenske sindikalne zveze in konfederacije ter sindikati dejavnosti se za vodenje socialnega dialoga na evropski in mednarodni ravni povezujejo v mednarodne konfederacije ter federacije sindikatov2 .  

## Zgodovina sindikalnega gibanja
Prva sindikalna gibanja so nastala v prvi polovici 19. stoletja kot protiutež moči delodajalcev (kapitalistov). Sprejetje sindikatov s strani države je pomemben korak k industrijski demokraciji in institucionalizaciji industrijskega konflikta med delodajalci ter delojemalci. Pripomorejo k stabilnosti družbe. Sindikati so tudi v postindustrijski družbi zagotovilo družbenega ravnovesja.